# شاحنة

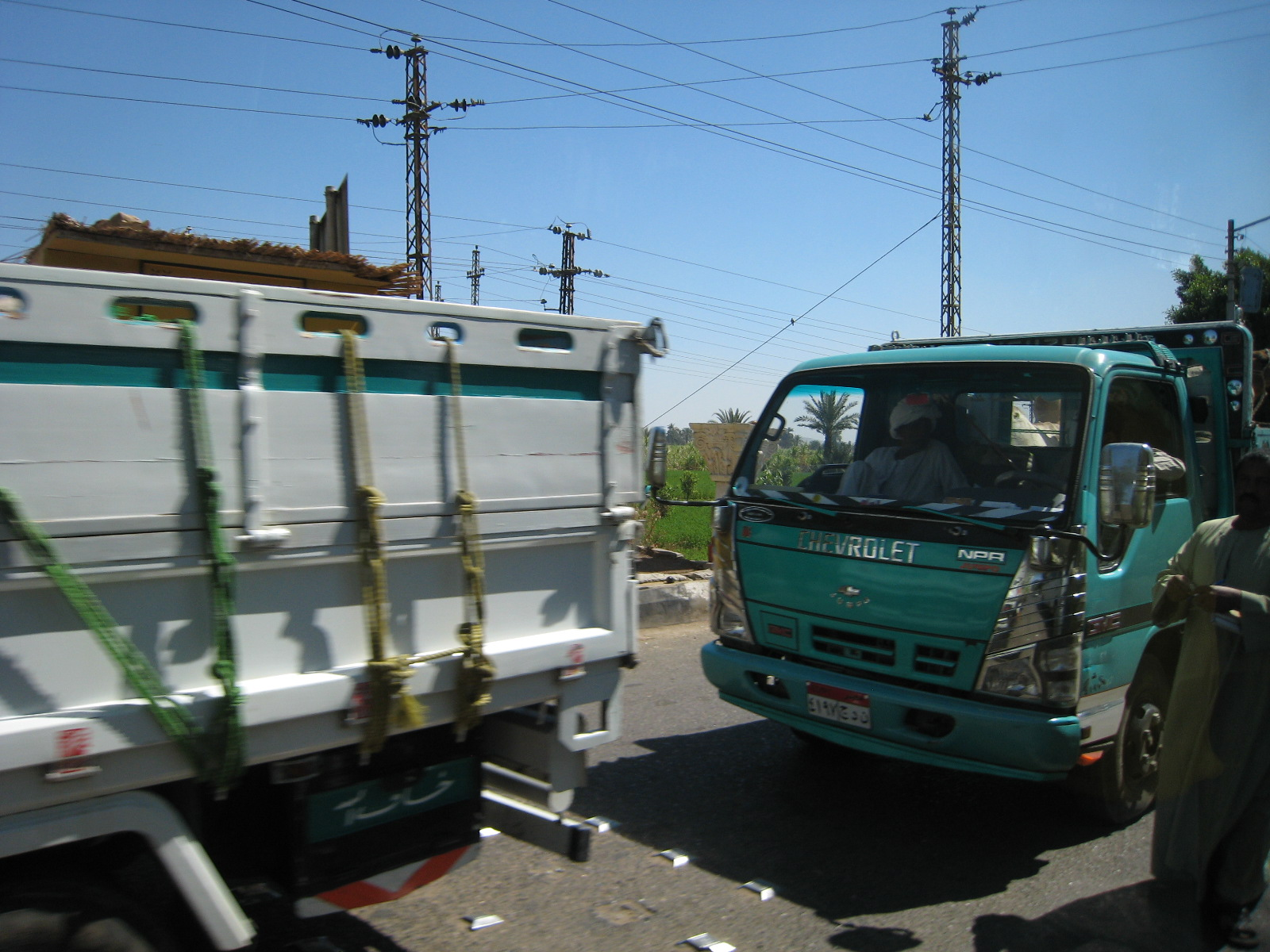
«عربيات نقل» بمحافظة الأقصر في صعيد مصر.

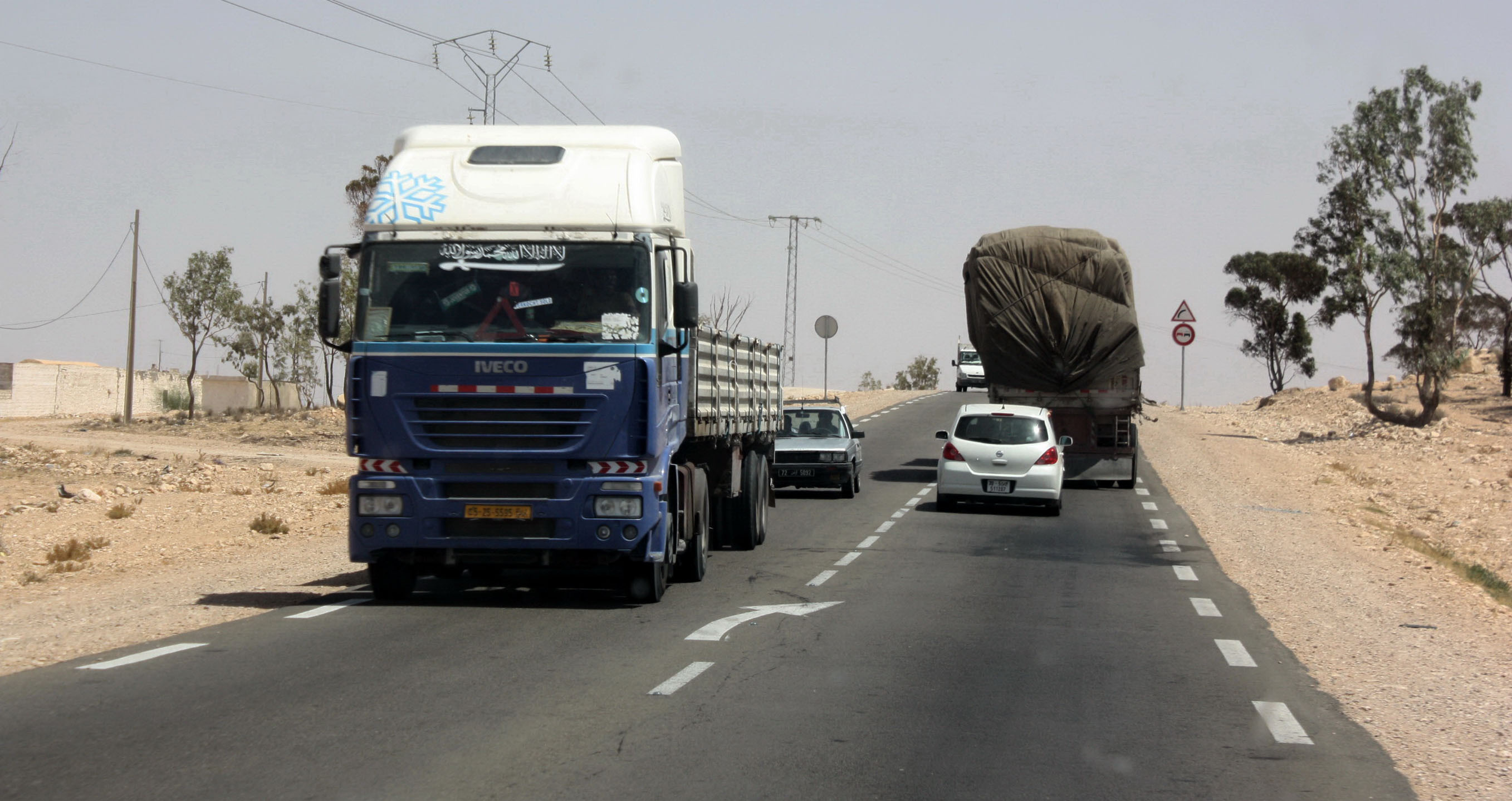
شاحنات على إحدى الطرق في تونس.

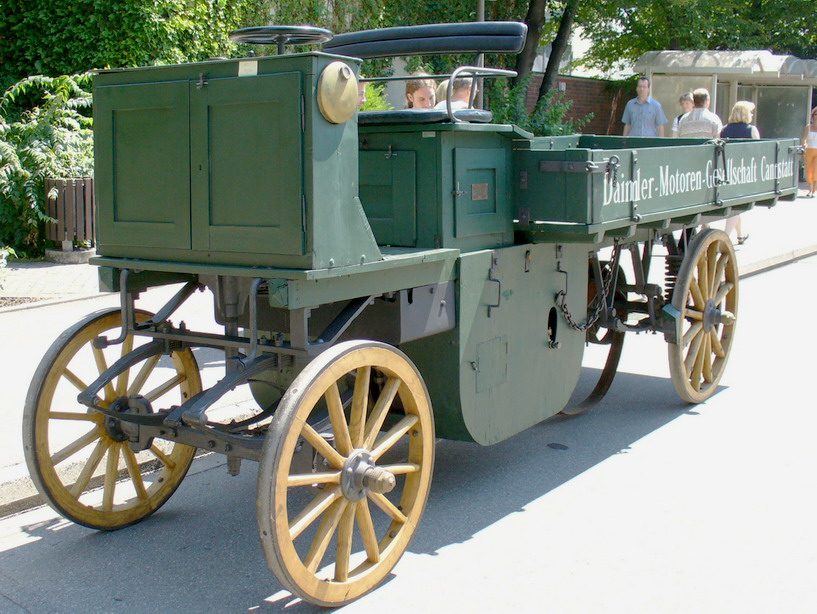
شاحنة دايملر يعود تاريخها إلى عام 1896.

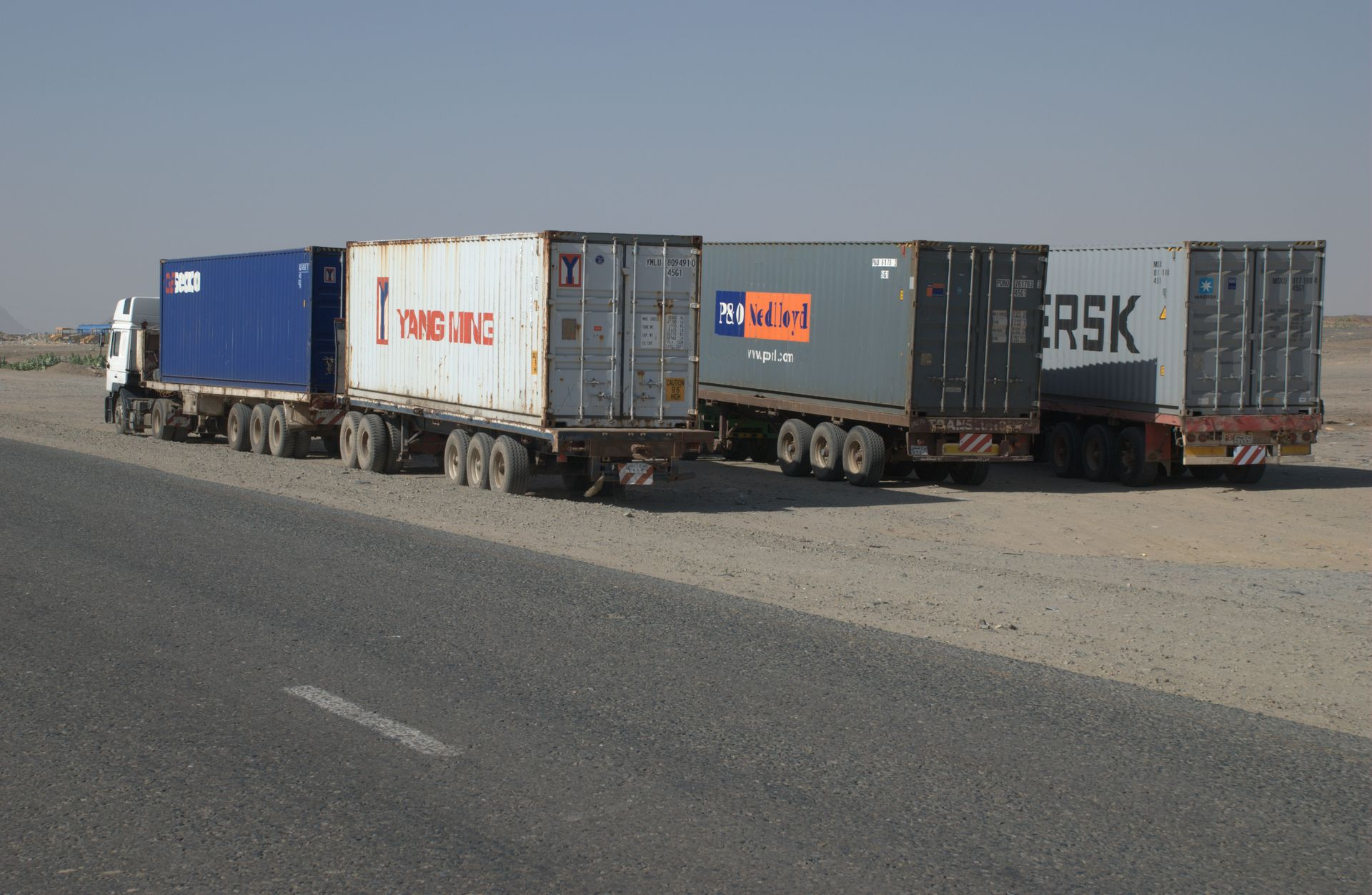
من أهم وسائل نقل الحاويات بشاحنات مخصصة. الصورة من طريق يصل بورتسودان بعطبرة وباقي دولة.

الشاحنة (الجمع: شَاحِنَات) هي عربة نقل ثقيل، ذات محرك تستخدم لحمل (شحن) البضائع. تستطيع الشاحنات حمل جميع أنواع البضائع تقريباً. فهي تجلب المواد الغذائية والسلع الأخرى إلى المتاجر والمنازل، كما تأخذ المواد الخام من مصنع إلى آخر. وتحمل الشاحنات أيضاً السلع المحزومة مثل الصناديق الكرتونية المعبأة بالمواد الغذائية، أو المواد غير المعبأة مثل زيت الوقود، الذي ينقل إلى محطات البنزين. تقوم الشاحنات بمعظم المهام الأخرى في المجتمع الذي يحتاج إلى مركبات كبيرة. فهي تساعد في نقل كل شيء تقريباً.

## أنواع الشاحنات

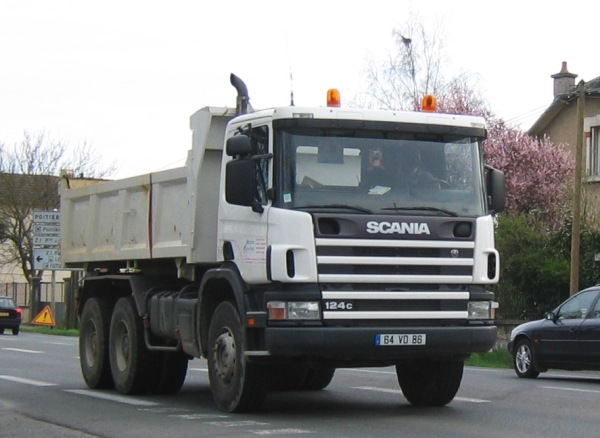
شاحنة.

للشاحنات الصغيرة عادة نفس المحركات وصناديق التروس الموجودة في السيارات ذات الاحجام المشابهة. أما الشاحنات الأكبر حجماً، فتتصف بتركيب أكثر تعقيداً، وبمحركات أعظم قوة مقارنة بالسيارات. فنادراً ما تزيد قدرة محركات السيارات على 200 حصان أما قدرة محركات الشاحنات الثقيلة فتتراوح بين 200 وأكثر من 400 قدرة حصانية. والأهم من ذلك، فإن عزم التدوير أو قوة السحب لدى هذه السيارات قد تكون أقوى بعشر مرات. ولجميع الشاحنات، تقريباً، جزء مغطى أو مقصورة للقيادة في الأمام مع حيز للحمولة في الخلف. وفي بعض الأحيان، تتحد مقصورة القيادة وحيز الحمولة معاً على هيكل قاعدة الشاحنة المنفرد . وتدعى هذه المركبة، في الغالب، بالشاحنة الصلبة.

## تاريخ صناعة الشاحنات
بنيت أول شاحنة في عام 1896م من قبل رائد صناعة السيارات الألمانية غوتليب دايملر. كانت شاحنة دايملر تحتوي على محرك رباعي القوة وحزام نقل بسرعتين أماميتين وعكس واحد. كانت أول شاحنة صغيرة، كما أنتجت دايملر أول دراجة نارية في العالم في عام 1885م وأول سيارة أجرة في عام 1897م.
شاحنة السحب الأولى
ولدت صناعة القطارات في عام 1916م في تشاتانوغا بولاية تينيسي عندما ساعد إرنست هولمز، صديق، صديقه في استعادة سيارته بثلاثة أقطاب، بكرة، وسلسلة موصلة بإطار كاديلاك عام 1913م.
وبعد تسجيل براءة اختراعه ، بدأ هولمز بتصنيع أجهزة إزالة الأعطال وسحب المعدات للبيع إلى مرائب السيارات وإلى أي شخص آخر قد يكون مهتمًا باسترداد وسحب السيارات المحطمة أو المعطلة. كانت أول منشأة تصنيع له عبارة عن متجر صغير في شارع السوق.
ونمت أعمال هولمز مع توسع صناعة السيارات، وفي النهاية اكتسبت منتجاتها سمعة عالمية بجودتها وأدائها. توفي إرنست هولمز، الأب في عام 1943م وخلفه ابنه إرنست هولمز الابن، الذي كان يدير الشركة حتى تقاعد عام 1973م. ثم بيعت الشركة لشركة دوفر. غادر حفيد المؤسس ، جيرالد هولمز ، الشركة وبدأت واحدة جديدة من بلده ، القرن Wreckers. بنى مصنعه في Ooltewah وسرعان ما تنافس الشركة الأصلية مع محرّكاته التي تعمل بالطاقة الهيدروليكية.
في نهاية المطاف، اشترت شركة Miller Industries أصول كلتا الشركتين، بالإضافة إلى الشركات الأخرى المصنعة للأسلحة.
شاحنات رافعة شوكية
تعرف الجمعية الأمريكية للمهندسين الميكانيكيين شاحنة صناعية بأنها «شاحنة متحركة تعمل بالطاقة، تستخدم لنقل أو دفع أو سحب أو رفع أو تكديس أو طبقات من المواد». الشاحنات الصناعية التي تعمل بالطاقة معروفة أيضاً باسم الرافعات الشوكية، شاحنات البليت، شاحنات الركاب، شاحنات الشوكة وشاحنات الرفع.
وكان اختراع أول رافعة شوكية عام 1906م، ولم تتغير كثيرًا منذ ذلك الوقت. قبل اختراعه، تم استخدام نظام من السلاسل والثنيات لرفع المواد الثقيلة.
شاحنة ماك
تأسست Mack Trucks، Inc. في عام 190م0 في بروكلين ، نيويورك بواسطة جاك و Gus Mack. كان يعرف في الأصل باسم شركة ماك براذرز. اشترت الحكومة البريطانية نموذج Mack AC واستخدمته في نقل الأغذية والمعدات لقواتها خلال الحرب العالمية الأولى.
نصف شاحنات
اخترعت أول شاحنة نصف شاحنة في عام 1898م من قبل الكسندر وينتون في كليفلاند بولاية أوهايو. كان وينتون في البداية صانع سيارات، وكان يحتاج إلى وسيلة لنقل سياراته إلى المشترين في جميع أنحاء البلاد، وولد شبه – شاحنة ضخمة على 18 عجلات باستخدام ثلاثة محاور قادرة على حمل حمولات كبيرة وثقيلة. يوجه المحور الأمامي النصف بينما يدفع المحور الخلفي وعجلاته المزدوجة إلى الأمام.

## تحديات صناعة الشاحنات
تواجه صناعة الشاحنات الثقيلة العديد من التحديات وتعمل من أجل الامتثال للقواعد الجديدة الصادرة بشأن انبعاثات غازات الاحتباس الحراري ومعايير الاقتصاد في استهلاك الوقود. ويتعين على شركات تصنيع الشاحنات التكيف مع اللوائح الجديدة التي تعد تحديًا بالنسبة لها. وقد تكيفت بالفعل وبشكل كبير مع بعض الحلول سهلة التحقيق مثل الإطارات المنخفضة المقاومة. وتطوير تكنولوجيات جديدة وتطبيقها يمثل تحديًا وأمرًا معقدًا.
ولكل من التقنيات والمواد الجديدة دور مهم تؤديه، فيتم جمع المواد البلاستيكية والمعدنية والمركّبة بطرق جديدة على المصممين والمهندسين. وفي سبيل اتخاذ الخيارات الفعالة والابتكار، تحتاج شركات التصنيع إلى موردين بخبرات في استخدام المواد لتحقيق أداء فائق.